# Alfa Romeo Matta
Die Matta war ein allradgetriebener Geländewagen der Firma Alfa Romeo. Der offizielle Name lautete 1900 M mit den beiden Versionen AR 51 für die militärische und AR 52 für die zivile Ausführung, wobei sich die beiden Modelle jedoch kaum unterschieden. Die Abkürzung AR stand nicht für Alfa Romeo, sondern für Autovetture da Ricognizione (deutsch: Spähwagen). Der Name Matta heißt auf Italienisch „die Irre“. Dieser Name wurde dem Wagen erst später vom Markt gegeben.
Das italienische Verteidigungsministerium wünschte Anfang der 1950er-Jahre einen Ersatz für den amerikanischen Jeep und beauftragte das Staatsunternehmen Alfa Romeo mit der Konstruktion eines Nachfolgers. Ähnlichkeiten zum zuvor erschienenen englischen Land Rover sind unverkennbar. Als technische Basis diente der Alfa Romeo 1900, so war die Matta wahrscheinlich der einzige Geländewagen, der mit einem Motor mit zwei obenliegenden Nockenwellen ausgerüstet war. Die Leistung des Fahrzeugs betrug 65 PS, da die Verdichtung gegenüber der zivilen 1900er-Version herabgesetzt war. Eine Matta hat 1952 sogar an der Mille Miglia teilgenommen.
Der Entwicklungsingenieur des Wagens, Giuseppe Busso, präsentierte seine Schöpfung nicht in einem typischen Off-Road Umfeld, sondern ließ ihn Treppen steigen. Vor kritischem Publikum bezwang er mit dem ersten Prototyp am 5. Oktober 1951 die Treppen der Basilika im Wallfahrtsort Assisi.
Die Matta wurde von 1952 bis 1954 gebaut, davon 2007 Stück für das italienische Militär und 154 zivile Ausführungen. Ab 1954 wechselte die Armee zum technisch einfacheren und billigeren Fiat Campagnola.